# Zigomorfia

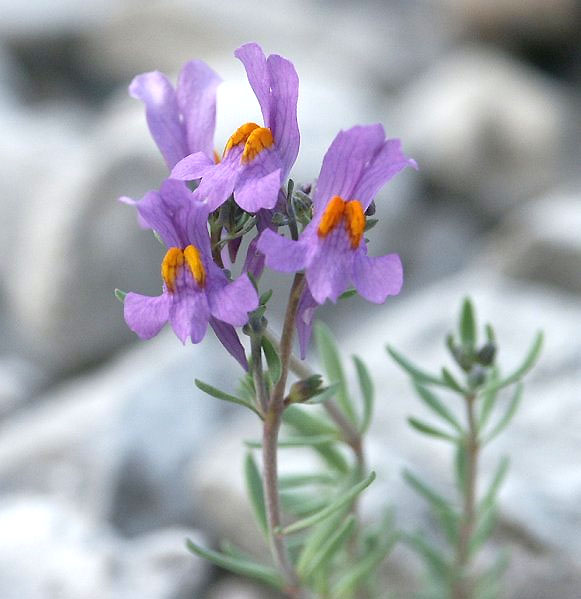
Havasi gyújtoványfű (Linaria alpina) virága

A zigomorf kifejezést a biológiában az egy szimmetriasíkkal rendelkező, azaz kétoldalian részarányos szervekre használják. Jellemzően a növényrendszertanban, a virágok leírásánál használt kifejezés; fontos határozó bélyeg.

## Külső hivatkozások
- Kempelen Farkas digitális tankönyvtár 26. A hüvelyesek rendje - Fabales (Leguminosales) Archiválva 2008. február 21-i dátummal a Wayback Machine-ben